# 駒澤大学硬式野球部
駒澤大学 硬式野球部（こまざわだいがく こうしきやきゅうぶ、英: Komazawa University Baseball Club）は、駒澤大学の野球チーム。東都大学野球連盟所属。

## 創部
1947年（昭和22年）に創部。

## 歴史
1947年（昭和22年）の創部から2年後の1949年（昭和24年）春の入れ替え戦で国学院大を下し、同49年秋に初の1部昇格を果たした。この時代、宮武三郎（慶応大OB）がコーチを務めていた。同49年秋から5季連続で4位に収まり専修大、日本大、中央大の3強の壁を破れずにいた。その後も1部に留まっていたが、黒柳勝至（通算11勝26敗、56年卒）と久保田治（通算10勝13敗。法大を中退し入部、55年中退）両投手らが在籍した時代は3位を2度（52春・54春）、4位を1度（55春）記録した以外、チームは例年最下位になる時期が続いた（52秋・53春秋・54秋・55秋）。
1956年（昭和31年）春、小林昭仁（専修大OB）が監督就任。翌翌58年春にチーム初の2位になると、翌59年秋にも2度目の2位を記録するが、それぞれ中央大・日本大に優勝をさらわれた。この間、西室隆明（通算14勝28敗、58年卒）や橋本時男（通算25勝〈駒大歴代2位〉22敗、60年卒）らの投手陣や、打撃陣では2度首位打者に輝いた太田誠（59年卒、のち駒大監督）、萩原千秋（61年卒）らが気を吐いた。
1962年（昭和37年）春、最上級生の泉邦雄投手（通算19勝18敗、63年卒）や三沢今朝治（63年卒）、1年下の松村正晴らの活躍でリーグ戦初優勝を遂げ、翌1963年（昭和38年）春も優勝。続く全日本大学野球選手権大会は、62年の第11回全日本大学選手権準決勝で関西大を3-2（延長17回）、決勝で法政大に3-5で敗退。翌63年の第12回全日本大学選手権準決勝で中京大を5-0、決勝で慶応大に0-7で敗退。山崎武昭投手の法政、渡辺泰輔投手の慶応にそれぞれ敗れ2年連続の準優勝に終わった。翌1964年（昭和39年）春も、盛田昌彦投手（通算20勝15敗、66年卒。のち拓銀）と新宅洋志捕手の3年生バッテリーや、4年太田隆雄、3年竹野吉郎、大下剛史・後藤和昭ら2年生、1年当銀秀崇らの打撃陣を擁してリーグ戦を制覇し春季リーグ戦3連覇を達成。続く第13回全日本大学選手権準決勝で関西学院大を1-0、決勝で江尻亮と宮本洋二郎両投手擁する早稲田大を2-0で破り悲願の大学日本一となる。同年10月、東京五輪デモンストレーションゲームとして開催された日米学生選抜試合では駒大が全日本学生選抜の主力となった。この時代は、盛田昌彦と1年下の伊藤久敏（通算14勝7敗、67年卒）と土屋紘（通算11勝9敗、67年卒）らが投手陣を支えた。
1968年（昭和43年）春、エース野村収（通算21勝15敗、69年卒）と3年大矢明彦のバッテリーや3年内田順三らの打撃陣でリーグ優勝。続く第17回全日本大学選手権準決勝で龍谷大を8-7で下したものの、決勝で田淵幸一ら"法政三羽烏" 擁する法政大に打ち込まれ3-12で敗れ、準優勝に留まった。64年から始まる東都大学勢の選手権5連覇が阻まれた。
1960年代前半から半ばにかけて、1970年代の合間合間で中央大と東都の覇を競った。この間、日本大や専修大はもとより強く、芝浦工大や亜細亜大、70年代には東洋大が躍進しはじめたが、この70年代はリーグ優勝8回、2連覇を2回、3連覇を1回成し遂げる無双ぶりであった。小林昭仁の監督退任を受け1971年（昭和46年）春から監督を務めたOBの太田誠の下、法政のほか合宿所が近隣にある明治大、早稲田大、中央大、東海大、大阪商業大などと全国大会の覇を競う常連校だった。
翌1972年（昭和47年）秋、3年赤津宏二投手（通算17勝10敗、74年卒）、3年栗橋茂や1年中畑清らの打撃陣を擁し第3回明治神宮野球大会1回戦で札幌大を12-6、2回戦の法政大に2-4で敗退。翌1973年（昭和48年）秋、第4回明治神宮野球大会準決勝で神奈川大を5-1、決勝で2年田尾安志投手擁する同志社大を6-3で下し優勝。翌1974年（昭和49年）、山本泰之（通算18勝9敗）・水谷啓昭（通算17勝7敗）両投手や中畑清ら3年生の投打を擁し、68年以来6年ぶりの出場となる第23回全日本大学選手権準決勝で近畿大を1-0（延長13回）、決勝で早稲田大に2-3で敗れ準優勝。翌1975年（昭和50年）、4年山本泰之・水谷啓昭や3年森繁和（通算18勝9敗）らの投手陣、4年中畑清ら"駒大三羽烏" や1年石毛宏典らの打撃陣を擁し、続く第24回全日本大学選手権準決勝で丸山清光と名取和彦両投手擁する明治大を3-2、決勝で3年斉藤明雄投手擁する大阪商業大を1-0（延長14回）で下し優勝。同年秋、第6回明治神宮野球大会準決勝で2年江川卓投手らの法政を1-0、決勝で明治に1-4で敗れ準優勝。翌1976年（昭和51年）、森繁和と大宮龍男の4年生バッテリー擁するも、第25回全日本大学選手権で駒大は東海大を完封で下しながら準決勝で大阪商業大に敗退。当時採用されていた敗者復活戦でも駒大は法政共々優勝した東海大に完封され敗退。同年秋、第7回明治神宮野球大会準決勝で優勝した法政に4-6で敗退。翌1977年（昭和52年）、尾藤福繁投手や3年生石毛宏典らを擁して、第26回全日本大学選手権準決勝で初出場の創価大を2-1で下し、決勝で4年遠藤一彦投手や1年原辰徳擁する東海大を4-3（延長10回）で下し優勝。同年秋、第8回明治神宮野球大会準決勝で江川法政に敗れ準優勝した東海大に7-9で敗退。
この70年代は、栗橋茂、木下富雄、中畑清・平田薫・二宮至らの "駒大三羽烏"、赤津宏二・水谷啓昭・山本泰之・森繁和・尾藤福繁・高久孝（通算17勝13敗、80年度卒）らの投手陣、吉田秀雄・小川良一・大宮龍男・長村裕之（80年度卒）らの捕手陣、武智勇治、山本文博、渡部一治、石毛宏典らが名を連ねた。
1980年代に入ってなお、古豪専大、地味ながら勝負強い東洋大や亜大、80年代半ばから躍進した青山学院大などと接戦を繰り広げつつ、2連覇を2回、秋季リーグ戦4連覇、リーグ優勝8回を数えるなどリーグの盟主の座にあり、法政、明治、東海大などと変わらず全国大会の覇を競う常連だった。1980年（昭和55年）、主戦高久孝らを擁し、第29回全日本大学選手権準決勝で近畿大を11-0、決勝で3年平田勝男らの明治大に1-8で敗れ準優勝。1983年（昭和58年）、4年鍋島博（通算17勝7敗）と3年河野博文（通算15勝3敗）の投手陣を擁し、第32回全日本大学選手権準決勝で4年高野光投手の東海大を3-0、決勝で近畿大を5-1で下し優勝。同年秋、第14回明治神宮野球大会準決勝で同志社を4-0、決勝で東海大に1-3で敗れ準優勝。翌1984年（昭和59年）秋、第15回明治神宮野球大会初戦2回戦で関東学院大を4-3（延長10回）、準決勝で大阪学院大を9-4、決勝で佐々木修投手の近畿大呉工学部を3-1で下し優勝。翌1985年（昭和60年）秋、4年白井宏範（通算11勝5敗）や3年新谷博（通算15勝6敗）の投手陣や1年野村謙二郎らを擁するも、第16回明治神宮野球大会初戦2回戦で準優勝した3年西崎幸広投手擁する愛知工業大に2-5で敗退。翌1986年秋、新井富夫（通算30勝〈駒大歴代1位〉8敗）や田村勤（通算3勝3敗）ら3年生らの投手陣を擁し、第17回明治神宮野球大会初戦2回戦で春の選手権準優勝校流通経済大を3-0、準決勝で神奈川大を1-0、決勝で愛知工業大に0-2で敗れ準優勝。翌1987年（昭和62年）、第36回全日本大学選手権準決勝で準優勝した東北福祉大に1-5で敗退。翌1988年（昭和63年）、第37回全日本大学選手権準々決勝で4年稲田雅之と3年有倉雅史両投手の日本体育大に1-2で敗退した。
この80年代は、近藤満投手、広瀬哲朗、白井一幸、鍋島博投手、河野博文投手・横田真之の明徳高同期組と村上文敏（3人共に85年卒）、新谷博投手、戸栗和秀、通算30勝の新井富夫投手、野村謙二郎、鈴木英之、鈴木望、関川浩一捕手と大庭恵（通算19勝9敗）・近藤守（通算10勝10敗）両投手（3人共に90年度卒）らが活躍した。
1990年代に入ると、若田部健一（通算20勝10敗、92年卒）や竹下潤、鶴田泰らに引き続き河原純一投手（通算23勝10敗、95年卒）が活躍した。1991年（平成3年）、第22回明治神宮野球大会初戦2回戦で準優勝した流通経済大に3-4で敗れたものの、翌1992年（平成4年）、春の第41回全日本大学選手権準決勝で3年大塚晶文らの投手陣擁する東海大を6-2、決勝で大西敏文らの投手陣擁する立命館大を11-7で下し優勝。翌1993年（平成5年）、秋の第24回明治神宮大会準決勝で河原と同期3年山内泰幸投手擁する日体大を3-2、決勝の同様に同期3年織田淳哉投手や主将仁志敏久擁する早稲田大戦は、河原同期の先発高木浩之（野手兼投手として通算7勝5敗）から河原のリレーにより4-1で下し優勝。翌1994年（平成6年）、最上級生となった河原を主戦に春の全日本大学選手権準決勝で山内投手擁する日体大を5-0、決勝で3年大塔正明と2年今井圭吾両投手擁する近畿大を5-2で下し優勝と、2度のリーグ戦連覇、2度の全日本大学選手権制覇、1度の明治神宮大会制覇、全日本アマチュア野球王座決定戦（94年）で大学勢初のアマチュア日本一を成し遂げたが、その後は亜大や青学大の台頭を前に後塵を拝する時期が続いた。1997年（平成9年）、1年生投手武田久（通算23勝18敗）らを擁して秋季リーグ戦に優勝。続く第28回明治神宮野球大会準決勝で優勝した3年二岡智宏らを擁する近大に7-10（延長16回）で敗退。この90年代は、上半期にリーグ戦2連覇を2回果たしているもののリーグ優勝回数は5回に留まる（91秋・92春・93秋・94春・97秋）。この時代は、天野義明、田口昌徳捕手、河原と同期の高木浩之と本間満、大橋晋也、高橋尚成投手（通算17勝11敗、98年卒）、光武徳起、新井貴浩、河原と並ぶ通算23勝の小さなエース武田久（2000年度卒）らが活躍した。
2001年（平成13年）秋、川岸強投手、前田大輔捕手、稲田直人、3年梵英心らを擁してリーグ戦で26回目の優勝。続く第32回明治神宮野球大会準決勝で東北福祉、決勝で城西大を5-3で下し優勝した。しかし、以降はリーグ戦優勝から遠ざかり、翌2002年（平成14年）春季リーグで一転最下位となり専大との入替戦に敗れ、1949年春以来およそ53年ぶりの2部に降格。翌2003年（平成15年）春に専大を下し1季で1部に復帰したが優勝に絡むことなく1部下位に低迷。この時代は、古谷拓哉・2年時の02年春の入替戦で先発した服部泰卓・増井浩俊・海田智行らの投手陣、新井良太・野本圭・大島洋平らの打撃陣がいた。
2005年（平成17年）の秋季リーグ戦後、太田誠監督が退任。1971年（昭和46年）春季から同2005年秋季まで35年間チームを率いた太田の下、リーグ優勝22回・大学選手権優勝5回・明治神宮大会優勝4回と大学野球界屈指の名門チームとなる。
2008年（平成20年）春季には4年美馬学と2年澤村拓一両投手擁する中大との入替戦に敗れ再び2部に降格。丸2年2部に甘んじていたが、2010年（平成22年）秋季の国士舘大との入替戦を制し、1部に復帰した。2011年（平成23年）秋季終了後に小椋正博監督が不祥事の発覚で辞任。後任にOBでJR東日本東北でコーチを務めていた西村亮監督が就任。
2014年（平成26年）秋、3年今永昇太投手、4年江越大賀らを擁して26季ぶり27回目の1部優勝。続く第45回明治神宮野球大会でも好調を維持し、決勝で4年山崎福也と2年柳裕也両投手や3年高山俊擁する明大を3-0で下し5回目の大会制覇を果たした。しかし、翌2015年（平成27年）秋季リーグでは他5大学が終盤まで優勝争いを繰り広げるなか、唯一勝ち点を得ることができず1部最下位。前回2年前の入替戦で2連勝で下した東洋大との対戦では、今永と東洋原樹理との両4年生投手の熱闘も、3戦目で今永が崩れ大敗し1勝2敗となり明治神宮大会制覇から1年で2部に降格した。
2017年（平成29年）より女子野球日本代表監督を務めた大倉孝一が監督に就任。同年秋季2部リーグで優勝し、入替戦で日大に2連勝し1部に復帰。復帰以降、若林楽人・緒方理貢・前田研輝捕手ら17年入学同期組や、彼らの1年下で4試合連続本塁打の東都歴代1位のタイ記録を持つ鵜飼航丞（22年卒）、2年下の林琢真（23年卒）らの打撃陣を擁するも1部リーグ戦では入替戦にまわることも多く、2023年（令和5年）春季リーグで最下位となり、東洋大との入替戦にも敗れ2部に降格。同年秋季2部リーグ戦で優勝し、再び東洋大との入替戦で2勝1敗1分けで勝利し1部に復帰した。翌2024年（令和6年）春季リーグで最下位となり、東農大との入替戦も3回戦目で1-12で大敗し2部に降格した。
同2023年現在まで、東都大学リーグ1部で32回優勝の専大に次ぎ27回優勝している。但し、亜大が90年代半ば以降猛追し駒大と並び27回優勝している。2000年代以降の24年間、リーグ優勝回数は駒大2回に対し亜大15回になる（ほか主要校は、東洋12回、青学6回、国学院4回、日大3回、中央・立正各2回、専修1回となる）。全日本大学野球選手権大会14回（亜大が同数）、明治神宮野球大会14回は、ともに東都大学リーグ最多の出場実績となる。

## 本拠地
- 本拠地 - 東京都世田谷区上祖師谷2-8-30

## 記録
※以下は2023年現在の戦績。
- 東都大学野球リーグ
  - 1部リーグ 優勝27回
  - 2部リーグ 優勝5回
- 全日本大学野球選手権大会 出場14回、優勝6回
- 明治神宮野球大会・大学の部 出場14回、優勝5回
- 全日本アマチュア野球王座決定戦 出場2回、優勝1回（1994年）

## 関係者
歴代監督
- 小林昭仁（1956年～）
- 太田誠（1971年～2005年8月）
- 小椋正博（2005年～2011年）
- 西村亮（2012年～2016年）
- 大倉孝一（2017年～2023年）
- 香田誉士史（2024年～）

元マネージャー
- 藤生恭子：日刊スポーツ新聞社編集局を経て、オリックス場内アナウンサー、ベースボールプランニング代表
- 高橋みずき：読売ジャイアンツ場内アナウンス担当（ウグイス嬢）[8][9]

### 主な出身者
プロ野球関係者
- 久保田治（中退）
- 萩原千秋
- 三沢今朝治
- 松村正晴
- 新宅洋志
- 竹野吉郎
- 伊藤久敏
- 土屋紘
- 大下剛史
- 後藤和昭
- 当銀秀崇
- 佐野勝稔
- 後原富
- 野村収
- 大矢明彦
- 内田順三
- 西山敏明（中退）
- 基満男（中退）
- 原田治明（中退）
- 杉山重雄
- 栗橋茂
- 木下富雄
- 世良賢治（中退）
- 中畑清
- 二宮至
- 平田薫
- 水谷啓昭
- 大宮龍男
- 森繁和
- 山川猛
- 藤原仁（中退）
- 石毛宏典
- 山内和宏（中退）
- 広瀬哲朗
- 近藤満
- 白井一幸
- 河野博文
- 横田真之
- 片瀬清利（中退）
- 新谷博
- 田村勤
- 野村謙二郎
- 鈴木望
- 小島弘務（中退）
- 関川浩一
- 若田部健一
- 竹下潤
- 鶴田泰
- 田口昌徳
- 高木浩之
- 本間満
- 河原純一
- 高橋尚成
- 武田久
- 三東洋
- 稲田直人
- 梵英心
- 新井貴浩
- 新井良太
- 川岸強
- 田中敬人
- 前田大輔
- 服部泰卓
- 増井浩俊
- 古谷拓哉
- 野本圭
- 大島洋平
- 海田智行
- 白崎浩之
- 戸柱恭孝
- 江越大賀
- 今永昇太
- 木下雄介（中退）
- 伊藤大海（中退し苫小牧駒澤大入学）
- 若林楽人
- 緒方理貢
- 前田研輝
- 鵜飼航丞
- 林琢真
- 星野恒太朗

アマチュア野球関係者
- 太田誠（終身名誉監督）
- 山下智茂（元星稜高校監督）
- 沢田勝彦（元松山商業高校監督）
- 森田泰弘（元東邦高校監督）
- 村上文敏（現城西大学監督）
- 鈴木英之（現関西国際大学監督）
- 野村昭彦（現環太平洋大学監督）
- 香田誉士史（現監督、元駒大苫小牧高校監督）
- 濵岡武明（現JR東日本監督）
- 河本泰浩（現NTT西日本監督）

## 風習
2021年、長年体育会系として肯定あるいは是認されてきた同部のしきたり・風習・慣習が、度を超えた因習として再注目された。1970年代～80年代には後にプロ入りする山内和宏や小島弘務が部内の風習に苦しみ退部しており、2010年代には木下雄介や伊藤大海が中退している。2018年に退部したある選手の証言より、上下関係が非常に厳しい体制にあることが明かされている。具体的には、コンクリート上での長時間の正座強要、たばこの火による根性焼きなど、上級生からの暴力が絶えなかったという。
しかしこれが表立ったことにより、当時の主将若林楽人が組織改革を行った。現在は大学野球でも稀に見る、縦横のつながりが強固かつ温和な組織へと変化した。